# Peter Shilton
Peter Shilton, né le 18 septembre 1949 à Leicester (Angleterre), est un footballeur international anglais, qui évoluait au poste de gardien de but.
En trente ans de carrière, il détient le record de sélections en équipe d'Angleterre, effectuant 125 matchs dont 66 victoires et 24 défaites et a encaissé 83 buts. Il a participé à trois coupes du monde en 1982, 1986 et 1990, à deux championnat d'Europe en 1980 et 1988 ainsi qu'à deux finales de Coupe d'Europe en 1979 et 1980, toutes deux remportées avec Nottingham Forest.
Il a la rare particularité d'avoir joué plus de cent matchs de championnat pour cinq clubs différents. Au total, Shilton a joué plus de mille matchs en club. Shilton n'a fait ses débuts en phase finale de Coupe du monde qu'à 32 ans, mais il a joué 17 matchs de phase finale et partage le record de dix matchs de Coupe du monde sans but encaissé avec le gardien français Fabien Barthez.
Pendant sa période à Nottingham Forest, il a notamment remporté deux Coupes d'Europe, une Supercoupe d'Europe, le championnat de première division et la Coupe de la Ligue. En fin de carrière il a fait un match de First Division avec Bolton Wanderers, à plus de 45 ans. La saison suivante il joua pour Coventry City et West Ham, mais pas en équipe première. En décembre 1996, juste après son 47e anniversaire, il a signé avec le Leyton Orient et joué son 1000e match de ligue anglaise.
Il a cumulé 1 005 matchs dans la ligue d'Angleterre. Jusqu'en août 2025, Shilton détenait le record mondial du nombre d'apparitions en compétition officielle de football avec 1 390 matchs au total. Il a depuis lors été détrôné par le gardien brésilien Fábio. 

## Biographie

### Début de carrière
En 1963, Peter Shilton étudie à la King Richard III Boys School à Leicester, quand il commence à pratiquer le football au niveau d'écolier avec le club local de Leicester City. Il attire l'attention du gardien de l'équipe première Gordon Banks, qui fait part à l'entraîneur de son potentiel. Dans les quatre ans, Shilton force le départ de Banks de Leicester après que l'adolescent a donné un ultimatum au club concernant la place de titulaire dans les cages des Foxes.
En mai 1966, Shilton fait ses débuts avec Leicester contre Everton et son potentiel est vite repéré dans la mesure où l'administration de Leicester City se sépare de Banks, pourtant récent champion du monde, vendu à Stoke City. Shilton est alors promu en équipe première, parvenant même à marquer un but à The Dell contre Southampton en octobre 1967 en dégageant aux six mètres à l'extrémité opposée du terrain. Le gardien de Southampton, Campbell Forsyth (en), juge mal le dégagement de Shilton, qui, au lieu de s'écraser de façon inoffensive dans la boue, rebondit sur le terrain lobe Forsyth pour terminer dans le but. Les Saints perdent le match 5-1.
La saison suivante, Leicester connaît une saison mitigée avec une relégation de la First Division et une finale de FA Cup à Wembley contre Manchester City. À 19 ans, Shilton est l'un des gardiens de but les plus jeunes de l'événement. Cependant, un but du Citizen Neil Young en début de match est suffisant pour gagner le match. Malgré le riche palmarès et les nombreuses distinctions de Shilton, il ne connaîtra pas d'autre finale de FA Cup.

### Convocations en équipe d'Angleterre
Un ambitieux Shilton envisage de partir de Leicester, après la relégation, mais il décide finalement de rester fidèle à son équipe d'enfance. Cette décision est justifiée lorsque, bien qu'évoluant à un niveau inférieur, il impressionne le sélectionneur de l'équipe d'Angleterre, Alf Ramsey, assez pour qu'il lui offre ses débuts internationaux contre l'Allemagne de l'Est en novembre 1970. L'Angleterre remporte le match 3-1. Six mois plus tard, des performances remarquables de Shilton contribuent à la promotion de Leicester, de retour en première division.
Sa deuxième sélection en équipe d'Angleterre est un match nul et vierge contre le Pays de Galles à Wembley, et son premier match de compétition officielle pour son pays est sa troisième apparition internationale lors d'un match nul 1-1 avec la Suisse dans un match de qualification pour le Championnat d'Europe 1972. À ce moment, Banks est encore le gardien titulaire de l'Angleterre, mais les deux autres gardiens de la Coupe du monde 1970, Peter Bonetti et Alex Stepney, sont écartés par Ramsey. Shilton peut commencer à se considérer comme le numéro deux de son pays à son poste à l'âge de 22 ans.
Ses quatrième et cinquième sélections sont arrivées vers la fin de l'année 1972 (l'Angleterre échoue à se qualifier pour l'Euro 1972), avant qu'un accident tragique ne vienne tout à coup propulser Shilton comme gardien numéro un de l'Angleterre. Le 22 octobre 1972, Gordon Banks est impliqué dans un accident de voiture qui lui coûte l'usage d'un œil et donc la fin de sa carrière. Le gardien de Liverpool, Ray Clemence, est appelé à faire ses débuts un mois plus tard pour l'ouverture des qualifications de l'Angleterre pour la Coupe du monde 1974 (une victoire 1-0 contre le Pays de Galles).
Shilton réalise de bonnes performances au printemps 1973, n'encaissant aucun but lors de trois victoires de l'Angleterre contre l'Irlande du Nord, le Pays de Galles et l'Écosse, tout en faisant match nul avec la Tchécoslovaquie - dixième sélection de Shilton - en préparation d'une rencontre décisive dans la course à la qualification pour le Mondial contre la Pologne à Chorzów une semaine plus tard. Shilton est impuissant sur les deux buts concédés d'une défaite 2-0, rendant donc la victoire nécessaire lors du dernier match des qualifications contre ces mêmes Polonais à Wembley quatre mois plus tard.

### La Pologne et «l'arrêt parfait»
Shilton est sélectionné par Ramsey pour le match décisif et honore sa quinzième cape. Mis à part un incident célèbre, Shilton passe à peu près tout le match en spectateur de l'héroïsme de son homologue Jan Tomaszewski qui repousse toutes les tentatives anglaises.
Lorsque la balle entre finalement dans les filets, c'est dans ceux de Shilton. Au milieu de la seconde mi-temps, Norman Hunter marche sur le ballon près de la ligne de touche et la Pologne part en contre, avec Grzegorz Lato qui transmet le ballon sur le côté opposé à Jan Domarski, qui arrive lancé.
Comme Domarski prend son élan pour frapper le ballon sans contrôle, Shilton s'avance afin de réduire l'angle de tir. La frappe de Domarski, précipitée par le tacle d'Emlyn Hughes, est faible mais cadrée près de l'intérieur du poteau et très proche de Shilton. Shilton se couche pour stopper le ballon, mais gauchement et légèrement en retard pour un tir trop près de son corps, et la Pologne marque. Shilton dit plus tard qu'il essayait de faire « l'arrêt parfait » et a momentanément oublié que sa priorité était de garder la balle hors de ses filets, plutôt que de le capter. Il affirme également dans son autobiographie que c'est la seule erreur qu'il a faite dans ses 125 matchs pour l'Angleterre.
L'Angleterre égalise rapidement grâce à un penalty d'Allan Clarke, avec cette image célèbre de Shilton tournant le dos à l'action à l'extrémité opposée du terrain, mais Tomaszewski, qui après avoir encaissé ce but, continue à garder les Anglais en échec jusqu'au coup de sifflet final et l'Angleterre ne s'est pas qualifiée pour la Coupe du monde. La Pologne quant à elle termine troisième de la compétition.

### Stoke City
À la fin de la saison, Leicester arrive en demi-finale de la FA Cup où Shilton est battu - dans un match rejoué après un match initial terminé sur un score nul et vierge - par une volée lobée du Liverpuldien Kevin Keegan.
L'été venu, Shilton quitte Leicester, décidant qu'il lui faut un changement. Il rejoint Stoke City pour £ 325 000. À présent, Ray Clemence et lui se battent pour la place de gardien de but titulaire de l'équipe d'Angleterre, et chacun reçoit sa part de sélections. Cependant, en 1975, Clemence semble prendre l'ascendant, gardant les cages de huit des neuf rencontres disputées sous les ordres de Don Revie, bien que l'Angleterre ne se qualifie pas pour le Championnat d'Europe 1976 au cours de cette période. Shilton joue une seule fois pour l'Angleterre en 1975, pas du tout en 1976 et seulement deux fois en 1977. Il est tellement frustré par son manque d'opportunités de jouer qu'à l'été 1976, il quitte l'équipe nationale en partance pour un tournoi de la célébration du bicentenaire des États-Unis et demande de ne plus être convoqué, pour finalement revenir sur sa décision trois mois plus tard. Clemence en profite pour dépasser le nombre de sélections de Shilton lors des éliminatoires pour la Coupe du monde 1978. L'été 1976 voit également Manchester United déposer une offre pour Shilton. Stoke accepte une offre de £ 275 000 pour le gardien de but, mais la direction de United ne satisfait pas les revendications salariales de Shilton, qui auraient fait de lui le joueur le mieux payé au club. Shilton reste à Stoke, mais le club du Staffordshire est en difficulté. À la suite de la relégation en 1977, Shilton demande un transfert dans l'espoir de relancer sa carrière en Angleterre.

### Nottingham Forest et les coupes avec Clough
Nottingham Forest fait une offre de 250 000 livres et Shilton signe un mois après le début de la nouvelle saison. Forest vient d'être promu en première division et a le vent en poupe sous la direction de Brian Clough. Ils gagnent la League Cup au match rejoué après un premier nul contre Liverpool à Wembley - bien que Shilton manque cette finale pour cause de suspension - puis décrochent à la surprise générale le titre en championnat lors de leur première saison en première division. En avril 1978, Shilton réalise un arrêt décisif lors du match nul 0-0 à Coventry City, que les critiques considèrent comme son plus spectaculaire : une tête à bout portant de Mick Ferguson qui semble destinée aux filets, mais Shilton se déplace rapidement pour propulser le ballon au-dessus de la barre. Au cours de la saison, Shilton n'encaisse que 18 buts en 37 matchs de championnat. Shilton remporte ensuite le titre de « joueur de l'année du championnat », élu par ses pairs.
Comme pour souligner son retour à son plus haut niveau, le nouveau sélectionneur de l'Angleterre Ron Greenwood commence à sélectionner Shilton aussi régulièrement que Clemence, semblant incapable de choisir. Cette indécision attire quelques commentaires négatifs, et certains analystes remettent en question la capacité de Greenwood à gérer au plus haut niveau.
Nottingham Forest remporte la League Cup à nouveau en 1979 - cette fois-ci Shilton joue et ils battent Southampton 3-2 à Wembley - avant d'atteindre la finale de la Coupe d'Europe des clubs champions où un but de Trevor Francis leur suffit pour battre Malmö FF à Munich. Shilton est alors fortement pressenti comme gardien de l'Angleterre qualifiée pour le Championnat d'Europe 1980 en Italie, leur première phase finale de compétition majeure depuis une décennie.
Avant le tournoi en Italie, Shilton connaît une autre saison bien remplie avec Forest, atteignant une troisième fois consécutive la finale de la League Cup, contre Wolverhampton Wanderers à Wembley. Nottingham rate la passe de trois, un manque de communication entre Shilton et le défenseur David Needham entraîne une collision au bord de la surface de réparation de Forest, laissant Andy Gray libre d'expédier le ballon dans les filets pour l'unique but du match. Forest atteint également la finale de la Coupe d'Europe de nouveau en 1980, cette fois-ci contre Hambourg SV à Madrid. Comme lors de l'édition précédente, la finale est serrée et un but de l'ailier de Forest John Neilson Robertson en scelle le sort. Parmi les Hambourgeois figure Keegan, désormais capitaine de Shilton au niveau international.

### Espagne 82 et Southampton
Shilton honore sa trentième sélection internationale lors d'une victoire 2-0 contre l'Espagne en mars 1980. Sa 31e n'arrive qu'à l'Euro 1980 pour une défaite 1-0 face aux hôtes italiens, qui est déterminante car l'Angleterre ne parvient pas à sortir de la phase de groupes.
La vie de Shilton est devenue mouvementée par la suite. Nottingham Forest ne parvient pas à poursuivre sa série de trophées remportés et régresse au milieu de tableau en championnat, tandis que Shilton commence ce qui sera une longue dépendance au jeu et qui entraînera des pressions considérables sur sa famille. Ceci contribue à la décision de Shilton de quitter Nottingham Forest en 1982 pour un nouveau départ afin de préparer au mieux l'échéance de la Coupe du monde 1982.
Avec l'Angleterre, Shilton joue dans la moitié des matchs de qualification - victoire contre la Norvège et la Suisse, un match nul et vierge contre la Roumanie, et une victoire indispensable 1-0 sur la Hongrie, dernier match de la campagne que l'Angleterre devait gagner pour se qualifier pour la phase finale en Espagne, dans une situation similaire au match contre la Pologne en 1973. Le résultat est cette fois en faveur de l'Angleterre qui se qualifie pour sa première Coupe du monde depuis douze ans, et Shilton figure dans une phase finale pour la première fois à l'âge relativement mûr de 32 ans.
Enfin, Greenwood prend une décision sur la situation des gardiens de but. Clemence joue les matchs amicaux de préparation à la compétition, mais c'est Shilton qui est sélectionné pour le match d'ouverture du groupe contre la France à Bilbao. L'Angleterre gagne 3-1 et Shilton reste dans les buts pour les deux matchs de groupe restant, deux victoires obtenues contre la Tchécoslovaquie (2-0) et le Koweït (1-0). Qualifiée pour la deuxième phase, l'Angleterre est éliminée après deux matchs nuls bien que Shilton n'encaisse aucun but contre la RFA puis l'Espagne.
Shilton quitte Nottingham Forest et, malgré l'intérêt d'Arsenal, choisit de rejoindre Southampton, où ses anciens coéquipiers en équipe nationale Keegan et Alan Ball jouent tous deux. Avec à présent Bobby Robson à la tête de l'équipe d'Angleterre, la carrière internationale de Shilton fleurit, en jouant les dix premiers matchs sous l'ère Robson et en étant même capitaine pour sept d'entre eux en l'absence de Bryan Robson et Ray Wilkins. Une victoire 2-0 sur l'Écosse apporte à Shilton sa cinquantième sélection. Clemence revient pour un match de qualification pour le Championnat d'Europe 1984 contre le Luxembourg, mais ce match, le 61e de Clemence pour son pays, s'est aussi avéré être son dernier.
L'Angleterre ne s'est pas qualifiée pour l'Euro 1984, tandis que, à Southampton, Shilton souffre à nouveau d'une élimination en demi-finale de la FA Cup en étant battu par une tête d'Adrian Heath dans la dernière minute du match qui donne à Everton une place en finale. Toutefois, il est désormais sans conteste le numéro un à son poste pour son pays. Ce n'est qu'en 1985 qu'un autre gardien de but est sélectionné pour un match de l'Angleterre, quand Robson offre ses débuts au gardien de Manchester United Gary Bailey dans un match amical. Shilton est encore le gardien de la campagne de qualification pour la Coupe du monde 1986, qui jusque-là voit trois victoires en trois matchs et aucun but concédé.
La 70e sélection de Shilton est une défaite 1-0 contre l'Écosse à Hampden Park. Il arrête ensuite un penalty d'Andreas Brehme permettant à l'Angleterre de battre l'Allemagne de l'Ouest 3-0 lors d'une tournée au Mexique, un an avant la Coupe du monde dans ce même pays.
L'Angleterre sort aisément des éliminatoires en restant invaincue durant toute la campagne de qualification. Au moment où ils jouent le Mexique dans un match d'acclimatation avant la compétition, Shilton compte 80 sélections avec l'Angleterre, après avoir battu record de 73 sélections de Banks pour un gardien de but l'année précédente contre la Turquie.

### La «Main de Dieu»
À la Coupe du monde 1986, l'Angleterre démarre lentement, perdant le match d'ouverture du groupe contre le Portugal, puis en faisant un nul contre les Marocains, au cours duquel Robson se blesse et Wilkins est expulsé. En leur absence, Shilton se voit remettre le brassard de capitaine et l'Angleterre retrouve son jeu pour battre la Pologne 3-0 lors du dernier match du groupe - Gary Lineker réalisant un hat-trick - et se qualifier pour les huitièmes de finale. Les Anglais y rencontrent le Paraguay et bien que Shilton doive faire une claquette dans la première demi-heure, ils sont rarement mis en danger. Les buteurs sont Lineker par deux fois et Peter Beardsley pour une qualification facile (3-0) en quart de finale contre l'Argentine.
Le capitaine Diego Maradona est le meilleur joueur argentin du tournoi jusqu'à présent, mais au cours d'une première mi-temps serrée la défense anglaise parvient à maintenir sa fougue à distance. Cependant, en début de la seconde mi-temps, Maradona fait basculer le match. Il lance une attaque en éliminant quatre adversaires puis tente de servir son coéquipier Jorge Valdano à l'entrée de la surface anglaise. La passe est trop en retrait et en voulant la contrôler, Valdano se fait contrer par Steve Hodge. La balle s'élève alors dans la surface de réparation et Maradona, qui a continué sa course, se jette devant la sortie de Shilton qui veut dégager du poing. Maradona parvient à le devancer et pousse le ballon dans le but. Tandis que Maradona lève les bras pour célébrer son but, Shilton et ses coéquipiers indiquent que Maradona a poussé le ballon de la main, mais l'arbitre tunisien Ali Bennaceur valide le but. Par la suite, une photo célèbre montrera Maradona devançant Shilton grâce à sa main en contact avec la balle alors que Shilton est en extension et le bras tendu. À la conférence de presse d'après-match, Maradona déclare que le but a été marqué « un peu par la tête de Maradona, un peu par la main de Dieu ».
Peu après ce premier but, Maradona marque un but légitime et individuel en passant en revue presque toute la défense anglaise et Shilton avant de glisser le ballon dans le but vide. Lineker réduit l'écart et n'est pas loin d'égaliser dans les dernières secondes, après que Carlos Tapia a frappé sur le poteau, mais l'Angleterre est éliminée. Pour Shilton, à 36 ans, cela ressemble à son dernier match de Coupe du monde.

### Le désastre de l'Euro 88
Toutefois, Shilton continue à jouer pour l'Angleterre, réalisant une campagne de qualification simple et efficace pour les Championnats d'Europe 1988, qui doit se tenir en Allemagne de l'Ouest. Shilton honore sa 90e sélection pour l'Angleterre lors d'une victoire 2-0 sur l'Irlande du Nord qualificative pour l'Euro 1988.
Cependant, les performances de l'Angleterre en Allemagne sont décevantes. La 99e cape de Shilton se termine par une déconvenue 1-0 face à la république d'Irlande. Lors de sa 100e, contre les Pays-Bas, Marco van Basten ruine les espoirs de qualification pour le second tour de Shilton et de l'Angleterre avec un coup du chapeau en deuxième mi-temps (3-1). Robson laisse Shilton au repos et offre du temps de jeu à sa doublure Chris Woods pour le troisième et dernier match du groupe, sans enjeu, mais l'Angleterre le perd également 3-1.
Shilton joue tous les matchs de l'Angleterre au cours des 18 mois qui suivent, sauf un qui voit les débuts d'un gardien de but prometteur, David Seaman de Queens Park Rangers.

### Derby County et leMondiale90
En juin 1989, Shilton bat le record national de 108 sélections de Bobby Moore en célébrant sa 109e sélection en amical contre le Danemark à Copenhague. Avant le match, il reçoit un maillot de gardien de but de l'Angleterre floqué du numéro 109. Shilton n'encaisse aucun but lors des six matchs des qualifications pour la Coupe du monde 1990 et l'Angleterre se qualifie pour le tournoi, qui se tient en Italie.
L'année 1989 est également bonne au niveau club pour Shilton. Il aide Derby à terminer cinquième du championnat et ils ne manquent la participation à la Coupe de l'UEFA qu'en raison du bannissement des clubs anglais en Coupe d'Europe (qui a duré de 1985 à 1990) à la suite du traumatisme causé par la catastrophe du Heysel.
C'est lors de sa 119e apparition pour son pays que l'Angleterre fait match nul 1-1 avec la république d'Irlande en ouverture du groupe. Shilton se distingue ensuite pour qualifier son pays dans ce groupe très serré avec les Pays-Bas et l'Égypte où peu de buts sont marqués, puis contre la Belgique dans un huitième de finale tout aussi serré et spectaculaire (1-0 a.p.). Ce match contre la Belgique lui permet de porter le record pour un même gardien en Coupe du monde à 10 matchs joués sans encaisser le moindre but (clean sheets), record seulement égalé en 2006 par le gardien français Fabien Barthez. En quarts de finale, les Anglais se défont difficilement du Cameroun 3-2 après prolongation, grâce à deux penalties de Lineker, après avoir été menés 2-1. Puis arrivent les Ouest-Allemands en demi-finale, pour la 124e cape de Shilton.
Le score est nul et vierge à la mi-temps, mais peu après la reprise Shilton est impuissant sur un coup franc d'Andreas Brehme dévié par le tibia de Paul Parker qui lobe le gardien vétéran anglais. L'égalisation tardive de Lineker permet à l'Angleterre d'aller aux tirs au but, mais Shilton ne parvient pas à détourner les tirs efficaces et confiants des Allemands, tandis que les Anglais ratent deux des leurs et sont éliminés.
Shilton est titulaire lors du match pour la troisième place qui se termine par une victoire 2-1 des hôtes italiens. Shilton a un moment d'absence lorsqu'il tergiverse sur une passe en retrait et est pressé par Roberto Baggio qui marque par la suite. Cette défaite est sa 125e apparition pour son pays et, après la fin du tournoi, il annonce qu'elle serait sa dernière.

## Parcours
| Saison    | Club                      | Pays       |
| --------- | ------------------------- | ---------- |
| 1965-1974 | Leicester City            | Angleterre |
| 1974-1977 | Stoke City                | Angleterre |
| 1977-1982 | Nottingham Forest         | Angleterre |
| 1982-1987 | Southampton Football Club | Angleterre |
| 1987-1991 | Derby County              | Angleterre |
| 1991-1994 | Plymouth Argyle           | Angleterre |
| 1994-1994 | AFC Wimbledon             | Angleterre |
| 1994-1995 | Bolton Wanderers          | Angleterre |
| 1995-1996 | Coventry City             | Angleterre |
| 1996-1996 | West Ham                  | Angleterre |
| 1996-1997 | Leyton Orient FC          | Angleterre |

| Année | Matchs | Buts |
| ----- | ------ | ---- |
| 1970  | 1      | 0    |
| 1971  | 2      | 0    |
| 1972  | 2      | 0    |
| 1973  | 11     | 0    |
| 1974  | 4      | 0    |
| 1975  | 1      | 0    |
| 1976  | 0      | 0    |
| 1977  | 2      | 0    |
| 1978  | 3      | 0    |
| 1979  | 3      | 0    |
| 1980  | 4      | 0    |
| 1981  | 2      | 0    |
| 1982  | 10     | 0    |
| 1983  | 10     | 0    |
| 1984  | 11     | 0    |
| 1985  | 9      | 0    |
| 1986  | 13     | 0    |
| 1987  | 6      | 0    |
| 1988  | 8      | 0    |
| 1989  | 11     | 0    |
| 1990  | 12     | 0    |
| Total | 125    | 0    |

## Palmarès

### En club
- Vainqueur de la Coupe d'Europe des Clubs Champions en 1979 et en 1980 avec Nottingham Forest
- Vainqueur de la Supercoupe d'Europe en 1979 avec Nottingham Forest
- Champion d'Angleterre en 1978 avec Nottingham Forest
- Vainqueur de la Coupe de la Ligue en 1978 et en 1979 avec Nottingham Forest
- Vainqueur du Charity Shield en 1978 avec Nottingham Forest
- Finaliste de la Supercoupe d'Europe en 1980 avec Nottingham Forest

### EnÉquipe d'Angleterre
- 125 sélections entre 1970 et 1990
- Participation à la Coupe du Monde en 1982 (Deuxième Tour), en 1986 (1/4 de finaliste) et en 1990 (4e)
- Participation au Championnat d'Europe des Nations en 1980 (Premier Tour) et 1988 (Premier Tour)

### Distinction individuelle
- Élu joueur de l'année PFA en 1978

## Carrière d'entraîneur
Il a interrompu sa carrière de joueur pour devenir entraîneur de Plymouth Argyle en 1992 mais il n'a pas réussi à éviter une relégation en 2e division. Il s'occupe actuellement des gardiens de but de Middlesbrough.

## Jeu vidéo
- Peter Shilton's Handball Maradona[13]